# Bordes-de-Rivière
Bordes-de-Rivière – miejscowość i gmina we Francji, w regionie Oksytania, w departamencie Górna Garonna.
Według danych na rok 1990 gminę zamieszkiwało 388 osób, a gęstość zaludnienia wynosiła 46 osób/km² (wśród 3020 gmin regionu Midi-Pireneje Bordes-de-Rivière plasuje się na 685. miejscu pod względem liczby ludności, natomiast pod względem powierzchni na miejscu 1210.).